# Tôm tiên hồ mùa xuân
Tôm tiên hồ mùa xuân, tên khoa học Branchinecta lynchi, là một loài giáp xác nước ngọt trong họ Branchinectidae. Nó là loài đặc hữu của tiểu bang Oregon và California, tại các hồ mùa xuân. Chúng có kích thước từ 0,43 đến 0,98 inch (11–25 mm).Tôm tiên hồ mùa xuân được liệt kê như là một loài dễ bị tổn thương trên sách đỏ IUCN.

## Môi trường sống
Tôm tiên hồ mùa xuân được tìm thấy trong hồ mùa xuân ở miền nam bang Oregon, và một bộ phận của bang California. Chúng có thể sống sót nếu nhiệt độ của hồ là giữa 43 °F (6 °C) và 68 °F (20 °C). Tại Oregon, chúng đã được phát hiện tại sa mạc Agate, xung quanh hồ Agate, và trên Upper and Lower Table Rocks. Tại California, nó đã được tìm thấy ở 32 địa điểm tại Central Valley từ Shasta County đến Tulare County, và trong Coast Range từ Solano County đến Quận San Benito. Nó cũng đã được tìm thấy gần hồ Soda, Santa Barbara County, cao nguyên Santa Rosa, và Riverside County.